# Quilòmetre
Un quilòmetre o kilòmetre (símbol km) és una unitat de longitud equivalent a 1.000 metres.
1 km = 1.000 m = 103 m
Històricament havia estat definit com la deumil·lèsima part de la distància entre el pol Nord terrestre i l'equador passant pel meridià de París (França), però avui dia es defineix com la distància que recorre la llum en el buit durant un determinat interval temporal. S'usa per expressar distàncies, sobretot a les carreteres (excepte Anglaterra i els Estats Units).
La paraula «kilòmetre» està formada per les paraules gregues χίλια (khilia) = mil i μέτρο (metro) = compte/mesura.
Kilo és el prefix per a 1.000, definit en els prefixos del Sistema Internacional d'Unitats.

## Equivalències amb altres unitats
1 km = 0,621 milles = 0,540 milles nàutiques = 1.094 iardes = 3.821 peus